# Sol thăng thứ
Son thăng thứ là một cung thứ dựa trên nốt Son thăng (G#), bao gồm các nốt sau Son#, La#, Si;, Đô#, Rê#, Mi, Fa# và Son#. Bộ khóa của  nó có 5 dấu thăng.
Cung thể tương đương (relative key) với nó là cung Si trưởng và cung thể cùng bậc (parallel key) với nó là cung La giáng trưởng. Nó trùng âm với cung La giáng thứ.
Bản Giao hưởng số 17 của Nikolai Myaskovsky là bản giao hưởng duy nhất viết ở cung này.

## Các tác phẩm viết ở cung này
- Etude Op. 25, số 6 "Thirds" - Chopin
- Breaking the Girl - Red Hot Chili Peppers
- I.G.Y. (International Geophysical Year) (một phần ở cung Fa thứ) - Donald Fagen
- Big Time - Peter Gabriel
- Bye Bye Bye - *NSYNC
- Prelude Op. 32, số 12 - Rachmaninov
- It's A Mistake - Men at Work
- Sonata-fantasy - Scriabin
- Brother Where You Bound - Supertramp
- COPS theme